# Sempra Energy
Sempra Energy ist ein US-amerikanisches Energieinfrastrukturunternehmen mit Sitz in San Diego, Kalifornien. Der Schwerpunkt von Sempras Aktivitäten liegen auf der Infrastruktur für Stromversorgung sowie für Erdöl und Erdgas. Das Unternehmen ist in der Bereitstellung und Unterhaltung der Infrastruktur für erneuerbare Energien tätig. Mit Stand August 2020 bediente Sempra Energy über 35 Millionen Kunden, vorwiegend im Süden der Vereinigten Staaten. Das Unternehmen ist im Dow Jones Utility Average gelistet.
Sempra Energy entstand aus der Fusion der Versorgungsunternehmen Pacific Enterprises aus Los Angeles mit Enova Corp. aus San Diego. Damit entstand das mit damals sechs Millionen Kunden größte Versorgungsunternehmen des Landes. Im Jahr 1999 erwarb das Unternehmen zwei Versorgungsunternehmen in Südamerika: Chilquinta Energia in Chile und Luz Del Sur in Peru, was Sempra Energy den Einstieg in den expandierenden Energiemarkt von Lateinamerika ermöglichte. 2020 sich Sempra Energy aus beiden Märkten zurück, um sich wieder auf den Kernmarkt in Nordamerika zu fokussieren. Im Mai 2022 unterzeichnete Sempra Infrastructure, eine Tochter von Sempra Energy, mit RWE Supply & Trading eine Absichtserklärung zur Lieferung von jährlich 2,25 Millionen Tonnen Flüssigerdgas – was etwa 3 Milliarden Kubikmeter Erdgas oder rund 30 Schiffsladungen entspricht –  über einen Zeitraum von 15 Jahren, beginnend im Jahr 2027, von einem neuen LNG-Terminal im texanischen Port Arthur aus. Im Dezember 2022 wurde ein entsprechender Liefervertrag unterzeichnet.

## Tochtergesellschaften
Sempra Energy verfügt über folgende Tochtergesellschaften.
- Sempra LNG: Sempra LNG entwickelt, baut und investiert in Flüssigerdgasanlagen und Erdgasinfrastruktur in Nordamerika.
- Southern California Gas Company: SoCalGas, mit Sitz in Los Angeles ist das größte Erdgasversorgungsunternehmen in den USA, welches über 20 Millionen Kunden mit Erdgas versorgt.
- IEnova: IEnova entwickelt, baut und betreibt Energieinfrastruktur in Mexiko und ist eines der größten privaten Energieunternehmen des Landes.
- Oncor Electric Delivery Company: Oncor mit Sitz in Dallas betreibt das größte Verteilungs- und Übertragungsnetz des Bundesstaates und versorgt rund 10 Millionen Texaner mit Strom
- San Diego Gas & Electric: SDG&E ist ein Strom- und Erdgasversorgungsunternehmen, das etwa 3,7 Millionen Verbraucher in San Diego und im Süden von Orange County mit Energie versorgt.
- PXise Energy Solutions: PXiSE Energy Solutions mit Sitz in San Diego ist eine Tochtergesellschaft von Sempra Energy und befindet sich teilweise im Besitz von Mitsui & Co, Ltd. Das Unternehmen entwickelt, betreibt und vermarktet Stromnetzmanagementtechnologien der nächsten Generation für Entwickler und Betreiber von erneuerbaren Energien, Netzbetreiber, Eigentümer von Gewerbeimmobilien und Microgrids.